# Kinh tế ảo
Kinh tế ảo là nền kinh tế mới nổi tồn tại trong thế giới ảo, thường trao đổi hàng hóa ảo trong bối cảnh của một trò chơi trực tuyến, đặc biệt là trong các trò chơi trực tuyến nhiều người chơi (MMO). Mọi người tham gia vào các nền kinh tế ảo này để giải trí và giải trí hơn là cần thiết, điều đó có nghĩa là nền kinh tế ảo thiếu các khía cạnh của một nền kinh tế thực sự không được coi là "vui vẻ" (ví dụ, avatar trò chơi trong nền kinh tế ảo thường không cần mua thực phẩm để tồn tại và thường không có nhu cầu sinh học nào cả). Tuy nhiên, một số người tương tác với nền kinh tế ảo vì lợi ích kinh tế "thực sự".
Mặc dù nền kinh tế này chủ yếu giao dịch với các loại tiền trong trò chơi, thuật ngữ này cũng bao gồm việc bán tiền ảo lấy tiền thật. 

## Tổng quan
Các nền kinh tế ảo có trong MUD và các trò chơi nhập vai trực tuyến nhiều người chơi (MMORPG). Các nền kinh tế ảo lớn nhất được tìm thấy trong các trò chơi MMORPG. Các nền kinh tế ảo cũng tồn tại trong các trò chơi mô phỏng cuộc sống có thể đã thực hiện các bước triệt để nhất để liên kết một nền kinh tế ảo với thế giới thực. Ví dụ, trong Second Life việc công nhận của sở hữu trí tuệ đối với tài sản được tạo ra 'trong thế giới' của thuê bao, và chính sách laissez-faire của nó về việc mua và bán của Linden Dollars (tiền tệ chính thức của thế giới ảo này) cho tiền thật trên các trang web của bên thứ ba.   Các nền kinh tế ảo cũng có thể tồn tại trong các trò chơi Internet dựa trên trình duyệt, nơi tiền "thực" có thể được chi tiêu và các cửa hàng do người dùng tạo ra, hoặc như một loại trò chơi mới nổi.
Tài sản ảo là một dạng nhãn có thể tham chiếu đến bất kỳ tài nguyên nào được kiểm soát bởi các quyền hạn, bao gồm các đối tượng ảo, hình đại diện hoặc tài khoản người dùng. Các đặc điểm sau đây có thể được tìm thấy trong các tài nguyên ảo trong mô phỏng tài sản hữu hình. Tuy nhiên, lưu ý rằng tài nguyên ảo có thể thiếu một hoặc nhiều đặc điểm này và chúng cần được giải thích với tính linh hoạt hợp lý.